# Distrikt Paucará
Der Distrikt Paucará liegt in der Provinz Acobamba in der Region Huancavelica im südwestlichen Zentral-Peru. Der Distrikt wurde am 15. Januar 1943 gegründet. Er besitzt eine Fläche von 225,6 km². Beim Zensus 2017 lebten 10.415 Einwohner im Distrikt. Im Jahr 1993 lag die Einwohnerzahl bei 9270, im Jahr 2007 bei 24.317. Die Distriktverwaltung befindet sich in der 3806 m hoch gelegenen Kleinstadt Paucará mit 4293 Einwohnern (Stand 2017).

## Geographische Lage
Der Distrikt Paucará liegt im Nordwesten der Provinz Acobamba, 16 km nordwestlich der Provinzhauptstadt Acobamba. Der Distrikt befindet sich im ariden Andenhochland.
Der Distrikt Paucará grenzt im Nordwesten an den Distrikt Acoria (Provinz Huancavelica), im Nordosten an den Distrikt Andabamba, im Osten an den Distrikt Rosario, im Südosten an den Distrikt Anta sowie im Südwesten an den Distrikt Yauli.